# Olympische Sommerspiele 2000/Teilnehmer (Georgien)
| Gelbes Symbol für Goldmedaillen mit stilisierten Olympischen Ringen | Graues Symbol für Silbermedaillen mit stilisierten Olympischen Ringen | Braundes Symbol für Bronzemedaillen mit stilisierten Olympischen Ringen |
| ------------------------------------------------------------------- | --------------------------------------------------------------------- | ----------------------------------------------------------------------- |
| —                                                                   | —                                                                     | 6                                                                       |

Georgien nahm an den Olympischen Sommerspielen 2000 in Sydney mit einer Delegation von 36 Athleten (27 Männer und neun Frauen) an 41 Wettkämpfen in zwölf Sportarten teil. Fahnenträger bei der Eröffnungsfeier war der Gewichtheber Giorgi Assanidse.

## Teilnehmer nach Sportarten

### Bogenschießen
Frauen
- Asmat Diasamidse
Einzel: 60. Platz
Mannschaft: 12. Platz

- Khatuna Lorig
Einzel: 46. Platz
Mannschaft: 12. Platz

- Chatuna Putkaradse
Einzel: 34. Platz
Mannschaft: 12. Platz

### Boxen
Männer
- Wladimer Tschanturia
Schwergewicht: Bronze

- Teimuras Curcilawa
Bantamgewicht: 2. Runde

### Gewichtheben
Männer
- Giorgi Assanidse
Leichtschwergewicht: Bronze

- Mukhran Gogia
Schwergewicht: DNF

- Valeriane Sarava
Superschwergewicht: 16. Platz

### Judo
Männer
- Aleksi Dawitaschwili
Schwergewicht: 1. Runde

- Georgi Gugava
Mittelgewicht: 1. Runde

- Iveri Jikurauli
Halbschwergewicht: 7. Platz

- Nestor Chergiani
Ultraleichtgewicht: 9. Platz

- Giorgi Revazishvili
Leichtgewicht: 2. Runde

- Giorgi Wasagaschwili
Halbleichtgewicht: Bronze

### Leichtathletik
| Männer - Ruslan Russidse 100 Meter: Vorläufe | Frauen - Tamara Schanidse 100 Meter: Vorläufe |

### Rhythmische Sportgymnastik
Frauen
- Inga Tawdischwili
Einzel: 21. Platz in der Qualifikation

### Ringen
Männer
- Emzarios Bedinidis
Weltergewicht, Freistil: 17. Platz

- Akaki Tschatschua
Leichtgewicht, griechisch-römisch: Bronze

- Gennadi Tschchaidse
Schwergewicht, griechisch-römisch: 5. Platz

- Miriani Giorgadse
Superschwergewicht, griechisch-römisch: 20. Platz

- Koba Guliaschwili
Federgewicht, griechisch-römisch: 14. Platz

- Eldari Luka Kurtanidse
Schwergewicht, Freistil: Bronze

- Guram Mtschedlidse
Mittelgewicht, Freistil: 13. Platz

- Tariel Melelaschwili
Mittelgewicht, griechisch-römisch: 8. Platz

- Aleksi Modebadse
Superschwergewicht, Freistil: 10. Platz

- David Pogosian
Federgewicht, Freistil: 5. Platz

- Aleksander Zerzwadse
Bantamgewicht, griechisch-römisch: 15. Platz

- Otar Tushishvili
Leichtgewicht, Freistil: 15. Platz

- Muchran Wachtangadse
Halbschwergewicht, griechisch-römisch: Bronze

### Schießen
Frauen
- Nino Luarsabischwili-Utschadse
Luftpistole: 28. Platz
Sportpistole: 33. Platz

- Nino Salukwadse
Luftpistole: 25. Platz
Sportpistole: 11. Platz

### Schwimmen
Männer
- Surab Beridse
50 Meter Freistil: 54. Platz

### Trampolinturnen
Frauen
- Rusudan Choperia
Einzel: 7. Platz

### Turnen
Männer
- Ilia Giorgadse
Einzelmehrkampf: 12. Platz in der Qualifikation
Boden: 30. Platz in der Qualifikation
Pferd: 54. Platz in der Qualifikation
Barren: 12. Platz in der Qualifikation
Reck: 6. Platz
Ringe: 44. Platz in der Qualifikation
Seitpferd: 40. Platz in der Qualifikation

### Wasserspringen
Frauen
- Nana Nebieridse
Turmspringen: 26. Platz